# Arqueología pública
La arqueología pública o arqueología comunitaria es una disciplina relativamente moderna que a comienzos de la segunda década del siglo XXI continuaba en pleno proceso de definición. De un modo sencillo, se puede definir como el estudio de las relaciones entre la arqueología y la sociedad actual en todos sus ámbitos, si bien trata toda una serie de cuestiones muy amplias relacionadas con las implicaciones sociales, políticas y económicas de la arqueología.
Actualmente existe una controversia en el ámbito anglosajón en cuanto a la desambiguación de los términos Public Archaeology [arqueología pública] y Community Archaeology [arqueología comunitaria].

## Historia de la arqueología pública
Haciendo una breve historia sobre el término, se puede observar como cuando en 1972, Charles McGimsey publica su libro Public Archeology (la primera vez que se utiliza el término), se centra en cuestiones como la participación de las comunidades locales y la interacción con las comunidades indígenas. Desde ese momento, los parques naturales de EE. UU. comenzaron a convertirse en un laboratorio para el desarrollo de actividades con la comunidad que más adelante se exportaría al resto del continente. Pronto, el desarrollo del CRM (Cultural Resources Management, equivalente a la arqueología comercial) y la importación de algunas de las prácticas al Viejo Continente, llevaron a una reflexión por parte de los investigadores anglosajones que culminó con un cambio de paradigma en la definición puesta de manifiesto por Tim Schadla-Hall en un volumen del European Journal of Archaeology. Desde entonces, a la Community Archaeology se le sumarían otra serie de preocupaciones que iban más allá de la mera difusión y participación públicas. En los últimos años, cuestiones como el tráfico ilícito de antigüedades, el uso político de la arqueología, su impacto económico o la imagen que se proyecta a la sociedad, se han convertido en los temas centrales.
En la segunda década del siglo XXI, países como el Reino Unido o Suecia cuentan con programas muy interesantes de investigación al respecto. Otros como Francia han apostado por un modelo de arqueología preventiva que se centra en la gestión del patrimonio, y en esa misma línea, pero con orientaciones muy variadas se han movido otros países del Mediterráneo que siguen la concepción francesa de patrimonio.

## Marco teórico
En sus inicios, la arqueología pública respondió a una necesidad creada por la misma gestión del patrimonio arqueológico. Sería a principios del siglo XXI cuando los nuevos planteamientos que llegaban desde el Reino Unido, especialmente del Instituto de Arqueología (UCL Institute of Archaeology) de Londres, presentarían reflexiones al respecto. La labor de Peter Ucko, que introdujo la asignatura en el Instituto, y posteriormente de Nick Merriman y Tim Schadla-Hall como coordinadores de la misma, fue esencial para el establecimiento de la disciplina en su nueva concepción. Bajo su tutela, destacaron los trabajos de Akira Matsuda, en torno al concepto de público y posteriormente los de otros jóvenes investigadores que se habían formado, igualmente, allí.

## Marco de actuación
El marco de actuación de la arqueología pública es casi tan amplio como se quiera dar. Si Clive Gamble definía la arqueología como «todo aquello que quieres que sea» los límites de la arqueología pública van mucho más allá.
Se pueden destacar varios ámbitos de acción interesantes:
Imagen pública de la arqueología
El estudio de la percepción pública de la arqueología se ha convertido en una herramienta muy importante para el propio desarrollo de la disciplina, al aportar herramientas con las que poder llegar mejor al público. Se han llevado a cabo varios sondeos en los últimos años. Como ejemplo, el principal en Estados Unidos, y otro muy interesante en España. Los datos siguen siendo pocos para poder extraer unas conclusiones mucho más concretas, pero son buenos referentes de las causas y el estado actual.
Arqueología comunitaria
Partiendo de las raíces de la disciplina, consiste en acercar la arqueología al público y permitir que sea partícipe de ella. En el ámbito anglosajón la participación suele ser directa en excavaciones y otros ámbitos de la investigación. En España, sin embargo, debido a la legislación vigente se reduce a actividades de concienciación y participación en museos y yacimientos visitables. Hoy se están comenzando a llevar a cabo otro tipo de actividades de dinamización desde el ámbito privado.
Arqueología como cultura popular
Una corriente muy interesante que surge del análisis del uso y el abuso de la arqueología en la sociedad. Representada sobre todo por el profesor Cornelius Holtorf.
Tráfico ilícito de antigüedades
Junto con los tráficos de armas, mujeres y drogas, el patrimonio cultural es uno de los elementos más controlados del mercado internacional. Las leyes son claras y restrictivas al respecto, teniendo en cuenta sobre todo el valor identitario de los bienes culturales. El tráfico de restos arqueológicos provenientes del expolio es uno de los temas históricamente más importantes por sus repercusiones políticas. Hoy, además de la lucha contra los abusos actuales, se lleva a cabo otra batalla en el campo de la historia por la repatriación de obras robadas o ilegítimamente adquiridas como son los Mármoles del Partenón o más recientemente el busto de Nefertiti.
Política (y memoria)
En los últimos años, el auge de la arqueología del conflicto, la memoria histórica y la propia arqueología pública ha desembocado en un interés creciente por el uso político de la arqueología, no solo en cuestiones tan mediáticas como la memoria histórica sino también en la política local.
Impacto económico de la arqueología
Derivado del análisis de los modelos de gestión del patrimonio arqueológico y con un interés especial en la situación de crisis económica del comienzo del siglo XXI. Con la expansión de la arqueología comercial, que ha llevado al ámbito privado el desarrollo de la actividad arqueológica en un amplio porcentaje de las intervenciones, los costes derivados de la arqueología se han convertido en un escollo para la construcción. Se trata de intentar mejorar la eficiencia de las actuaciones sin perder el rigor de una disciplina que tiene como fin la creación y difusión de conocimiento a través de la investigación. Aquí cobra mucha importancia la arqueología preventiva.